# Chartoloma platycarpum
Chartoloma platycarpum är en korsblommig växtart som först beskrevs av Aleksandr Andrejevitj Bunge, och fick sitt nu gällande namn av Aleksandr Andrejevitj Bunge. Chartoloma platycarpum ingår i släktet Chartoloma och familjen korsblommiga växter. Inga underarter finns listade i Catalogue of Life.